# NBA Live 09
NBA Live 09 (chamado de NBA Live 09 All-Play no Nintendo Wii) é um jogo eletrônico parte da série de jogos NBA Live que foi desenvolvido pela EA Sports e publicado pela Electronic Arts e lançado em 7 de outubro de 2008.